# 眞對友樹也
眞對 友樹也（まつい ゆきや、5月8日 - ）は、日本の男性声優。東京都出身。ゆーりんプロ所属。

## 人物
趣味はピアノ、ベース、歌。特技はテニス。資格は日商簿記3級。

## 出演

### テレビアニメ
2016年
- バッテリー（審判）

2017年
- 弱虫ペダル NEW GENERATION（観客）

2018年
- パズドラ（2018年 - 2022年、客、スタッフ、TV音声、助手）
- 走り続けてよかったって。（生徒1〈男〉）

2020年
- ダーウィンズゲーム（エイスメンバーB）
- Re:ゼロから始める異世界生活（村人）
- 魔女の旅々（犬）

2021年
- 現実主義勇者の王国再建記（禁軍兵）
- アイドリッシュセブン Third BEAT!（記者B）
- プラチナエンド（天使A）
- 無職転生 〜異世界行ったら本気だす〜（男団員D）
- 月とライカと吸血姫（管制官C）
- 境界戦機（北米軍兵士）
- カードファイト!! ヴァンガード overDress（2021年 - 2022年、男、マエダ） - 2シリーズ

2022年
- からかい上手の高木さん3（男性B）
- 錆喰いビスコ（政府軍人A）
- ハコヅメ〜交番女子の逆襲〜（刑事）
- ダンジョンに出会いを求めるのは間違っているだろうかIV 新章 迷宮篇（アレク）
- 忍の一時（甲賀忍者2、甲賀2）
- 機動戦士ガンダム 水星の魔女（聴取係）
- 後宮の烏（書肆の男）
- 陰の実力者になりたくて!（2022年 - 2023年、生徒、吸血鬼） - 2シリーズ
- VAZZROCK THE ANIMATION（室戸裕也）

2023年
- 人間不信の冒険者たちが世界を救うようです（酔っぱらい）
- 魔術士オーフェンはぐれ旅 アーバンラマ編（客引き）
- クールドジ男子（男子高校生）
- イジらないで、長瀞さん 2nd Attack
- アルスの巨獣
- Opus.COLORs（生徒たち）
- 贄姫と獣の王（料理人A）
- Dr.STONE NEW WORLD（少年、戦士） - 2シリーズ
- ゴールデンカムイ（兵士）
- ホリミヤ -piece-（男子生徒B）
- 七つの魔剣が支配する（男子生徒C）
- Lv1魔王とワンルーム勇者（観客B）
- 名探偵コナン（警官）
- はたらく魔王さま!!（八巾兵、天兵連隊）
- SHY（ハートレス）
- オーバーテイク!（魚屋店主、商店街の方々）
- ひきこまり吸血姫の悶々（第七部隊員D）
- Paradox Live THE ANIMATION（不良、警備員）

2024年
- 姫様“拷問”の時間です（兵士）
- 望まぬ不死の冒険者（受験者、ギルド職員）
- WIND BREAKER（2024年 - 2025年、柳田慈円） - 2シリーズ
- 転生したらスライムだった件（貴族2、ゴブキュウ）
- Lv2からチートだった元勇者候補のまったり異世界ライフ（兵士）
- 黒執事（2024年 - 2025年、学生、軍人） - 2シリーズ
- 喧嘩独学（男性）
- 花野井くんと恋の病（先輩）
- 2.5次元の誘惑（カメコB）
- 異世界スーサイド・スクワッド（兵士）
- トリリオンゲーム（2024年 - 2025年、DBエンジニア）
- シャングリラ・フロンティア（2024年 - 2025年、SF-Zoo 盾チームA、コンビニ店員）

2025年
- SAKAMOTO DAYS（男）
- 完璧すぎて可愛げがないと婚約破棄された聖女は隣国に売られる（商人）
- 戦隊大失格（市民）
- 美男高校地球防衛部ハイカラ!（労働者）

### 劇場アニメ
- フリクリ プログレ（2018年、ワタル）
- 劇場版 転生したらスライムだった件 紅蓮の絆編（2022年、将軍B）
- コードギアス 奪還のロゼ（2024年、ネオ・ブリタニア兵）

### Webアニメ
- ULTRAMAN FINAL（2023年、山中アナウンサー）
- 境界戦機 極鋼ノ装鬼（2023年、戦友）

### ゲーム
2015年
- ガーディアンズ・ヴァイオレーション

2017年
- キミガシネ -多数決デスゲーム-（篠木敬二）
- パシャ★モン（ナガイ）

2018年
- 英雄伝説 零の軌跡 Evolution
- クリスタルハーツ（カミーユ）
- 戦国X（吉川元春、織田信忠、磯野員昌、上杉景虎）
- ポケモンガオーレ（旅人のソウイチロウ）

2019年
- モンスターストライク（2019年 - 2023年、網乾左母二郎、幕末リザレクション〈高杉晋作〉、ハナカン・マッキリー、ウルスラグナ）

2020年
- グランブルーファンタジー（2020年 - 2024年）
- 謀りの姫（南少仲、郭嘉、真田幸村、霍去病）
- Re;quartz零度（イチミヤ枢機卿）

2021年
- AZUREA-空の唄-（少師、帝君庚 他）
- グランサガ
- 三国志 覇道（鍾会、曹丕、曹休）
- バディミッションBOND（ジェイスン警部 他）
- タロット男子 〜22人の見習い占い師〜（シャール・タンケ）

2022年
- 信長の野望・新生（豪傑男、上品男）
- 無期迷途（男性局長）
- LOST JUDGMENT 裁かれざる記憶（ゴースト / 村崎弾）
- 幻獣契約クリプトラクト（バイロン）

2023年
- 逆転オセロニア（イブキ）
- アルケランド（ニコラス）
- 廃深2
- グランブルーファンタジー ヴァーサス -ライジング-（ゴブリン、逃亡者）

2024年
- グランブルーファンタジー リリンク
- ファイナルファンタジーVII リバース
- モンソニ!（2024年 - 2025年、高杉晋作）
- 護縁（修羅王）
- 鋼嵐 - メタルストーム（カイ・ニューマン）

### BLCD
- おはようとおやすみとそのあとに（高千穂）
- 叶わぬ恋の結び方（颯の上司、タクシー運転手）
- 狂い鳴くのは僕の番；β2（取締役）
- SWEETと呼ぶにはまだ早い
- 泥中の蓮
- 鈍色ムジカ（友人、医師）
- フルーツ・ガトーショコラ

### 吹き替え

#### 映画
- アルマゲドン2014（セラ少佐）
- 17歳のエンディングノート
- 沈黙の魂 TRUE JUSTICE2 PART6
- ディープ・インパクト2016（カイル）
- ディープ・インパクト2018（デレク）
- ライオット・クラブ（トビー〈オリー・アレクサンダー〉）

#### ドラマ
- グリーンハウス・アカデミー（オーウェン）
- ベルサイユ（パスカル神父）
- まほうのレシピ シーズン2（オーレ）

#### アニメ
- 下の階には澪がいる（2024年、福田勇人、通行人、記者、カップル男、学生男）

### デジタルコミック
- 小南先生の小並感（2021年、厚母世悟）
- 青眼の大和（2021年、剱崎大和）
- まとはずれQ道部（2021年、蛇巣根行）
- ドロンドロロン（2021年、宮本ブルース）
- フレンチ・オブ・ザ・デッド（2021年、ビンス・トミオカ）
- 事なかれ令嬢のおいしい契約事情～婚約破棄をされたら、王太子殿下とごはん屋をすることになりました!?～（2022年、リーンクシュト・バルザ・アーズステラ[10]）
- どうせ捨てられるのなら、最後に好きにさせていただきます（2023年、リュシリュール[11]）
- 高飛車皇女は黙ってない（2023年、ベリル[12]）
- どうかこの恋を見つけて（2023年、アラン[13]）

### ボイスオーバー
- 愛という名の凶器 I’d Kill For You シーズン3
- アメリカお宝鑑定団ポーンスターズ
- e-chance
  - イグザクトベルト
  - ポラライドHD サングラス
  - レニュマックス
- カー・SOS 蘇れ!思い出の名車 シリーズ7
- トーテム特番

### ナレーション
- あさがくるまえに 劇場予告
- いろはす 一滴の雫の旅 VR映像
- FSTAGE
- ジアスオーダーカーテン ラジオCM
- Jcomマガジン
- ANA 機内番組ナレーション
- ハウジングプラザ CM
- パチ&スロ必勝本『絶対王者』
- ピカ・チャン 内ゲームCM
- BTOOOM ONLINE TVCM
- ブリヂストン エコ絵画コンクール
- ポケモンコマスター WebPV
- ポッ拳 POKKÉN TOURNAMENT DX
- マルハン TVCM
- みずほ情報総研

### テレビ番組
- ラブなる! 〜恋愛信号〜（千史）

### シリーズ一覧
1. ↑  Season2（2021年）、続編『will+Dress』Season1（2022年）
2. ↑  1st season（2022年）、2nd season（2023年）
3. ↑  第1クール（2023年）、第2クール（2023年）
4. ↑  Season 1（2024年）、Season 2（2025年）
5. ↑  第4期『-寄宿学校編-』（2024年）、第5期『-緑の魔女編-』（2025年）

### 初出話一覧
1. 1 2 3  第1話初出
2. 1 2  第6話初出
3. 1 2 3  第7話初出
4. ↑  第24話初出
5. ↑  第50話初出
6. ↑  第61話初出
7. ↑  第2話初出
8. 1 2  第5期 第10話初出
9. ↑  第4期 第2話初出
10. ↑  第11話初出
11. ↑  第5話初出
12. ↑  第9話初出
13. ↑  第14話初出
14. ↑  第4話初出
15. 1 2  第48話初出
16. ↑  第36話初出
17. ↑  第23話初出